# Letholycus magellanicus
Letholycus magellanicus es una especie de pez de la familia de los Zoarcidae en el orden de los perciformes.

## Morfología
- Los machos pueden llegar a alcanzar los 15 cm de longitud total.[1][2]

## Hábitat
Es un pez de mar y de aguas profundas que vive entre los 580-900 m de profundidad.

## Distribución geográfica
Se encuentra en Argentina. 

## Observaciones
Es inofensivo para los humanos. 